# 薩阿德·菲萊科維奇
薩阿德·菲萊科維奇（1978年9月16日—）是一位斯洛文尼亞足球運動員，在場上的位置是後衛。他曾在克羅地亞、希臘、俄羅斯、英格蘭等國聯賽的俱樂部效力。他曾代表斯洛文尼亞參加2010年世界盃足球賽。